# Osiedle Romana Dmowskiego (Konin)
Osiedle Romana Dmowskiego – osiedle miasta Konina, należące do dzielnicy Przydziałki. Jest to osiedle domów jednorodzinnych. W pobliżu osiedla znajduje się stadion, oraz dwa parki miejskie: Park Leśny i Park im. Fryderyka Chopina, a także komenda policji. Osiedle leży w sąsiedztwie drogi krajowej nr 25.